# Prêmio Bibi Ferreira de Melhor Ator em Peça de Teatro
O Prêmio Bibi Ferreira para Melhor Ator em Peça de Teatro é um prêmio anual destinado a melhor interpretação masculina do teatro brasileiro. 
A categoria está presente desde a sétima edição da premiação, ocasião em que a dupla Luís Miranda e Mateus Solano ganharam pela atuação em O Mistério de Irma Vap.
Ao todo 14 atores foram indicados para essa categoria desde 2019. Sérgio Mamberti é o único ator nessa categoria que teve mais de uma indicação, em 2019 por Visitando o Sr. Green e em 2020/2021 por O Ovo de Ouro.

## Vencedores e indicadas
| Ano       | Vencedores e indicados | Peça de Teatro                   |
| --------- | ---------------------- | -------------------------------- |
| 2019      | Luís Miranda           | O Mistério de Irma Vap           |
| 2019      | Mateus Solano          | O Mistério de Irma Vap           |
| 2019      | Marcos Caruso          | O Escândalo do Philippe Dussaert |
| 2019      | Rodrigo Lombardi       | Um Panorama Visto da Ponte       |
| 2019      | Sérgio Mamberti        | Visitando o Sr. Green            |
| 2020/2021 | Sérgio Mamberti        | O Ovo de Ouro                    |
| 2020/2021 | Tarcísio Meira         | O Camareiro                      |
| 2020/2021 | Cassio Scapin          | O Camareiro                      |
| 2020/2021 | Daniel Dantas          | O Inoportuno                     |
| 2020/2021 | Fabrício Pietro        | Jardim de Inverno                |
| 2022      | Eduardo Martini        | Simplesmente Clô                 |
| 2022      | André Garolli          | Tectônicas                       |
| 2022      | Luiz Amorim            | O Vendedor de Sonhos             |
| 2022      | Marcello Airoldi       | Misery                           |
| 2022      | Reynaldo Gianecchini   | Brilho Eterno                    |
| 2023      | Fúlvio Stefanini       | O Pai                            |
| 2023      | Emiliano Queiroz       | A Vida Não é Justa               |
| 2023      | Giovani Tozi           | Gaslight - Uma Relação Tóxica    |
| 2023      | Marco Antônio Pâmio    | A Herança                        |
| 2023      | Odilon Wagner          | A Última Sessão de Freud         |
| 2024      | Brian Penido Ross      | Tio Vânia                        |
| 2024      | Chico Carvalho         | Primeiro Hamlet                  |
| 2024      | Ernani Moraes          | Órfãos                           |
| 2024      | José Rubens Chachá     | Palhaços                         |
| 2024      | Marco Nanini           | Traidor                          |